# Șlep

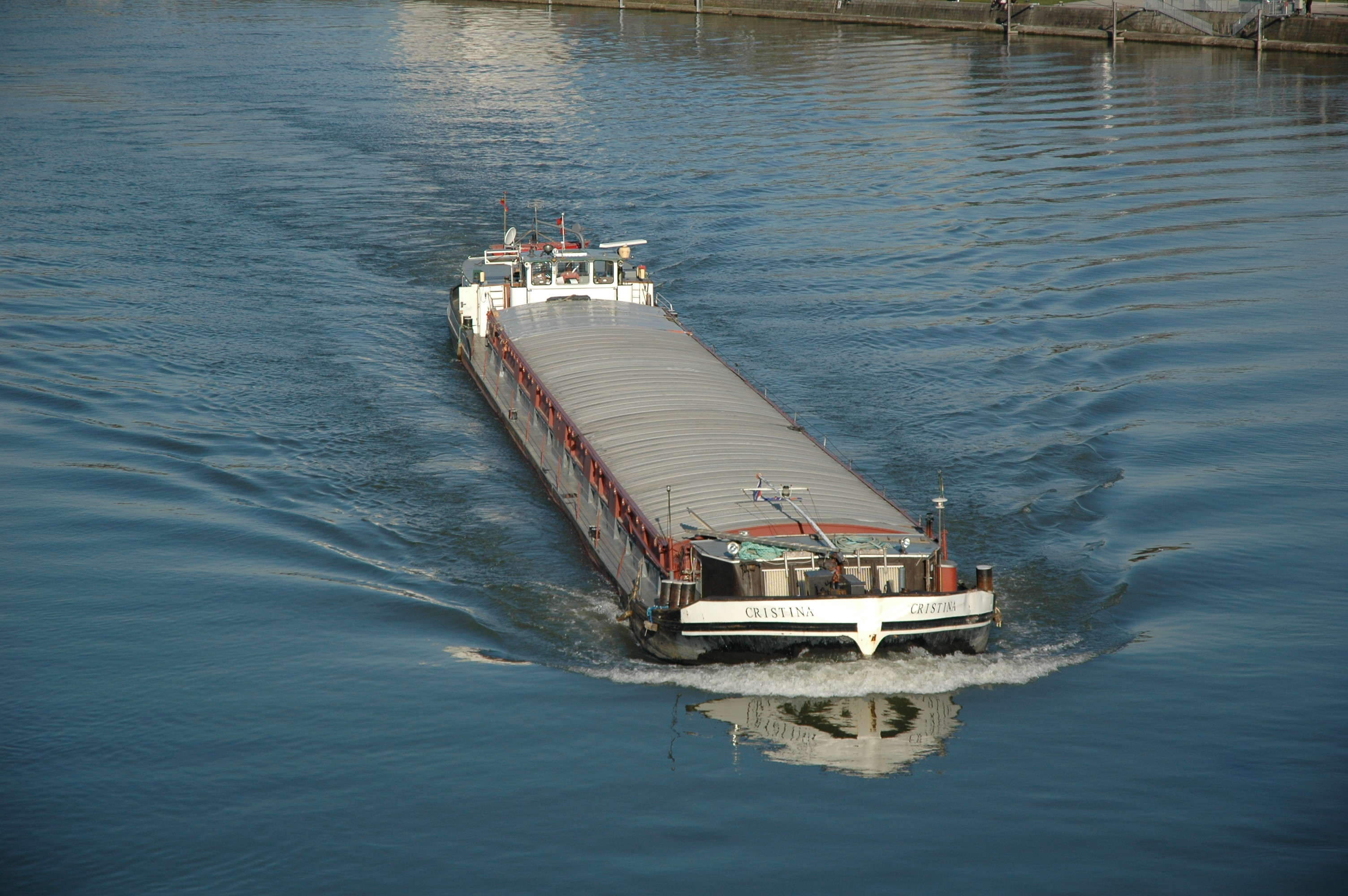
Șlepul autopropulsat Cristina pe Dunăre

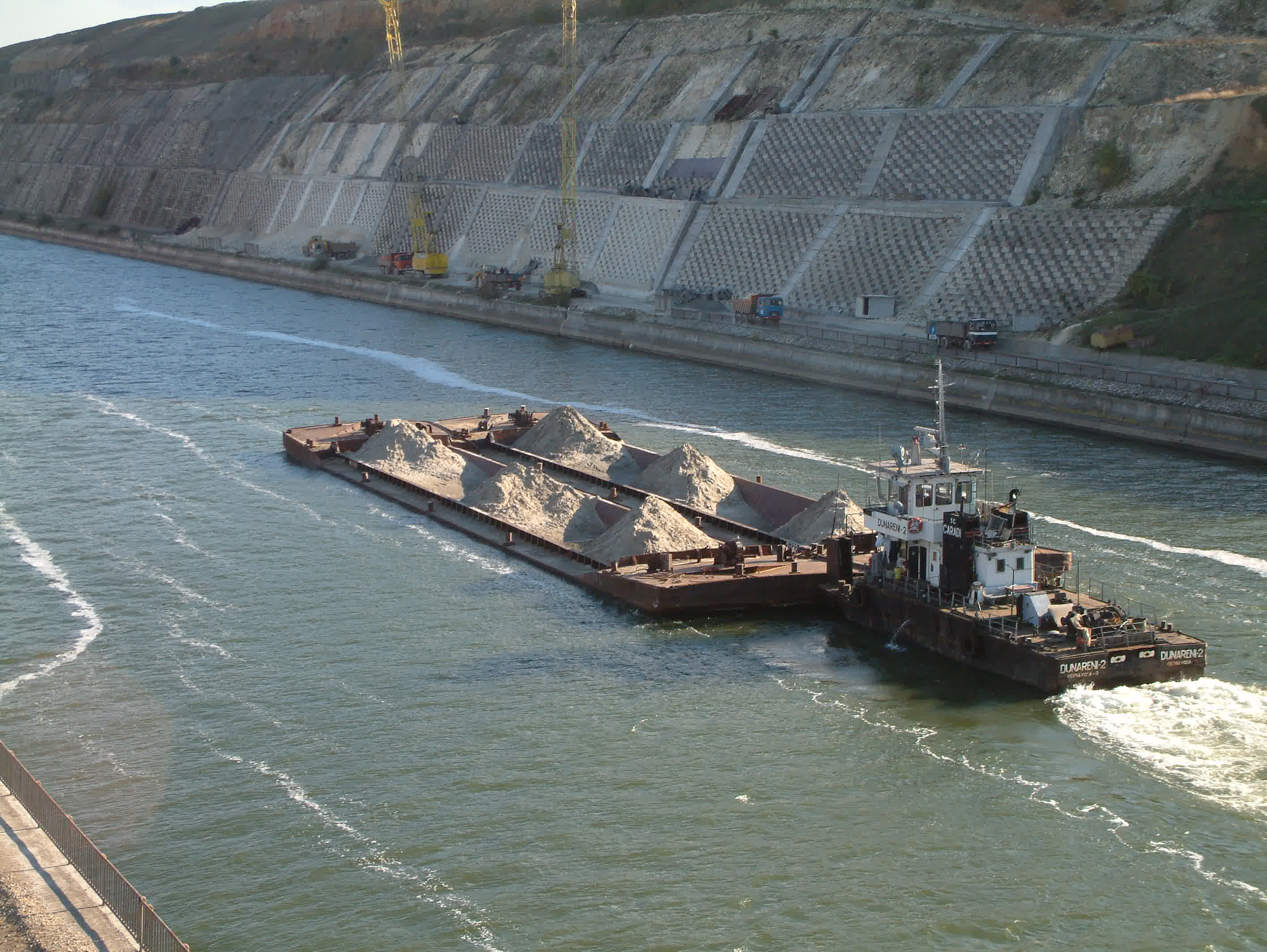
Șlepuri propulsate de un împingător pe Canalul Dunăre-Marea Neagră

Șlep este o denumire generică pentru diferitele tipuri (dintre care: mahonă; șalandă; ceam; pletină; gabară) de mijloace plutitoare construite din oțel, lemn sau beton, cu fundul plat, corp cu forme pline, puntate sau nepuntate, care se folosesc în porturi, rade, raioane de mare adăpostite și pe scară largă pe canaluri și fluvii, pentru transporturi de mărfuri în vrac (cereale, cărbuni, minereu, piatră, ciment, nisip, lemnărie etc), cât și pentru diferite servicii de întreținere și lucrări portuare. De regulă, nu are mijloace de propulsie proprii și se remorchează cu o navă specială, remorcher; dar sunt și șlepuri autopropulsate.
În multe porturi sunt întrebuințate pentru transportul mărfurilor de la nave la cheu și invers sau mai ales în operații de alimbare.

## Caracteristici
Șlepul este de construcție metalică, puntat, cu bordajul vertical, prova bombată și pupa rotundă. Are guri de magazie mari, închise cu panouri metalice și uneori dispune de granice. Unele șlepuri fluviale sunt acționate prin împingere având pupa adaptată acestui sistem. Capacitatea de încărcare variază între 200 și 4 000 t, iar pescajul între 1,5-4,0 m. 
La mare este folosit în principal pentru transportul de mărfuri în vrac și coletărie, pe distanțe scurte și în raioane adăpostite, iar pe fluvii și canale în același scop, pe orice distanțe. 
Pentru încărcarea și descărcarea mărfurilor se utilizează macarale montate pe șlep. Timoneria și  cabinele echipajului sunt montate la pupa.
Șlepurile sunt elemente de bază ale transportului de mărfuri pe fluvii. 
Capacitatea de transport, dimensiunile și pescajul șlepurilor sunt limitate de disponibilitățile căii navigabile.
Astfel, pe fluviul Rin pot naviga șlepuri de peste 2000 tdw, pe  zona de navigație Volga-Kama sunt șlepuri de peste 3 000 tdw, iar pe sectorul Dunării de Jos pot naviga șlepuri cu capacitate maximă de încărcare de 2000 tdw.

## Tipuri
Tipurile diferențiate cele mai frecvente din categoria șlepului sunt:
- bolozana (șlepul istoric de lemn cu vele, vâsle sau tras de pe maluri cu odgoane) .
- ceamul - șlep de capacitate redusă nepuntat sau cu culoarele laterale puntate utilizat pentru transportul mărfurilor care nu trebuie protejate de umezeală (piatră, nisip, lemn, stuf, sfeclă de zahăr etc).
- pletina - șlep mic de cca. 500 tdw destinat transportului pe apele interioare cu adâncimi reduse. Pescajul lor nu depășește în general 1,20-1,30 m.
- mahona sau limbul - șlep mic de obicei nepuntat folosit pentru operațiuni de limbare sau mahonare (descărcarea parțială sau totală a unei nave ancorate care nu poate ajunge la cheu; mărfurile sunt apoi transportate la destinație de către mahone).
- șlepul maritim, cu tonaje de peste 1 000 t
- șlepul fluvial
- șlepul autopropulsat
- șlepul tanc
- șalanda cu clapeți
- pontonul de largare.